# Kerberosz

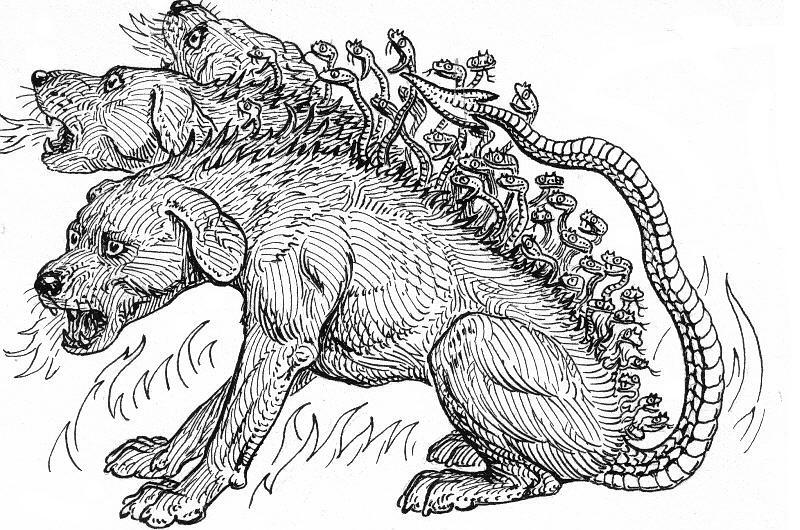
Kerberosz

A görög mitológiában Kerberosz az óriás Tüphón és a félig nő, félig kígyó alakú Ekhidna gyermeke. Kerberosz háromfejű kutyaként született, és apjától óriási méreteket örökölt. A hatalmas teremtményt az istenek közül Hadésznek sikerült megszelídítenie, és így birodalmának őrzőjévé tennie. Kerberosz bárkit beengedett az Alvilág kapuján, azonban onnan ki senkit nem eresztett. Neve görögül azt jelenti, hogy a mélység démona. Mégis sikerült pár földi halandónak túljárnia Kerberosz eszén.
Így az első, aki az Alvilágba léphetett, Orpheusz volt, aki édes zenéjével elandalította a háromfejű szörnyet. Héraklész tizenkettedik munkája pedig az volt, hogy hozza fel Kerberoszt az élők világába. Az ókori görögök azt tartották, hogy amikor a halott rángatózik, akkor Kerberosz vérfagyasztó üvöltését hallja. Az Alvilágba Aineiasznak is sikerült lejutnia, aki a Szibüllától kapott altató hatású pogácsával kábította el a szörnyet.
Dante Isteni színjátékában Kerberosz a pokol 3. bugyrában élt.

## Külső hivatkozások
- Kerberosz (theoi.com)